# Yaginumaella tenella
Yaginumaella tenella is een spinnensoort uit de familie springspinnen (Salticidae). De soort komt voor in Bhutan.